# ماريسا رومان
ماريسا رومان (بالإسبانية: Marisa Román) هي ممثلة فنزويلية، ولدت في 30 يناير 1982 في كاراكاس في فنزويلا.

## وصلات خارجية
- ماريسا رومان على موقع IMDb (الإنجليزية)
- ماريسا رومان على موقع قاعدة بيانات الفيلم (الإنجليزية)